# کودتای ۱۹۶۱ الجزایر
کودتای ۱۹۶۱ الجزایر (فرانسوی: Putsch des généraux‎) که به عنوان کودتای ژنرالها شناخته می‌شود، یک کودتای شکست خورده بود که در زمان شارل دوگل در جمهوری پنجم فرانسه بوقوع پیوست.

## شرح کودتا
این کودتا توسط چهار ژنرال بنامهای موریس چاله (فرمانده سابق فرانسه در الجزایر)، ادموند ژوهاد (بازرس سابق کل نیروی هوایی فرانسه)، آندره زلر (فرمانده سابق ارتش فرانسه) و رائول سالان (فرمانده سابق فرانسه درالجزایر) از بعد از ظهر ۲۱ آوریل تا ۲۶ آوریل ۱۹۶۱ در دوران جنگ الجزایر (۱۹۵۴–۶۲) انجام شد.
سازمان دهندگان کودتا با مذاکرات مخفی که دولت میشل دبره نخست‌وزیر فرانسه، با جنبش آزادی‌بخش ملی ضد استعماری الجزایر (FLN) آغاز کرده بودند، مخالف بودند. ژنرال رائول سالان نیز متعاقباً به کودتا پیوست و همواره بعنوان یکی از ۴ مرد کودتاگر مطرح می‌شود.
این کودتا در دو مرحله انجام شد: ابتدا کنترل شهرهای بزرگ الجزایر از جمله شهرهای الجزیره، وهران و قسنطینه.
عملیات کلانشهر توسط سرهنگ آنتوان نقگو با فرود چتربازان فرانسوی که در فرودگاه‌های استراتژیک فرود می‌آمدند هدایت می‌شد.

## شکست کودتا
در مرحله کنترل شهرها، فرماندهان وهران و قسنطینه، از درخواست ژنرال موریس چاله برای پیوستن به کودتا خودداری کردند. همزمان اطلاعات کودتا نیز از طریق سرویس اطلاعاتی به نخست‌وزیر رسیده و کودتا شکست خورد.
در ۲۲ آوریل تمام پروازها و فرودها در فرودگاه‌های پاریس ممنوع شد و دستوری به ارتش داده شد تا «به هر وسیله» در برابر کودتا مقاومت کند.
روز بعد، رئیس‌جمهور شارل دوگل سخنرانی مشهور خود در تلویزیون فرانسه را با پوشیدن لباس رسمی سال ۱۹۴۰ خود (او ۷۰ ساله و بازنشسته از ارتش بود) ایراد کرد و به مردم فرانسه و ارتش دستور داد تا به او کمک کنند.